# Zvi Hirsch Kalischer
Zvi (Zwi) Hirsch Kalischer (Hebrew:צבי הירש קלישר) (Lissa, 24 de março 1795 – Thorn, 16 de outubro de 1874) foi um rabino ortodoxo alemão que expressou visões, de uma perspectiva religiosa, em favor da recolonização judaica da Terra de Israel, antecipando a proposta de Theodor Herzl e do movimento sionista. 
Ele era o avô do físico alemão Salomon Kalischer.

## Vida
Kalischer nasceu em Lissa, na província prussiana de Posen (hoje Leszno, na Polônia). Destinado ao rabinato, recebeu sua educação talmúdica do rabino (e posek) Yaakov Lorberbaum e do rabino Akiva Eiger.
Ser educado em uma região anexada pela Prússia pode ter contribuído para seu aprendizado das ideias modernas de emancipação e Iluminismo oriundas de Berlim. Este contato com ideias modernas, juntamente com a sua erudição tradicional talmúdica, foi o contexto para a sua eventual fusão de valores da Europa Oriental (a busca judaica de redenção) e com os valores nacionalistas e sociais da Europa Ocidental.
Após seu casamento, ele deixou a cidade de Lissa (onde estudava com Yaakov Lorberbaum) e se estabeleceu em Thorn, uma cidade prussiana no rio Vístula (agora Toruń, no norte da Polônia), onde passou o resto de sua vida.
Na nova cidade, interessou-se ativamente pelos assuntos da comunidade judaica e, por mais de quarenta anos, ocupou o cargo de "rabino interino" (Rabbinatsverweser). Uma característica marcante de seu caráter era o desapego; ele se recusava a aceitar qualquer remuneração por seus serviços. Sua esposa, por meio de um pequeno negócio, provia a escassa subsistência do casal.

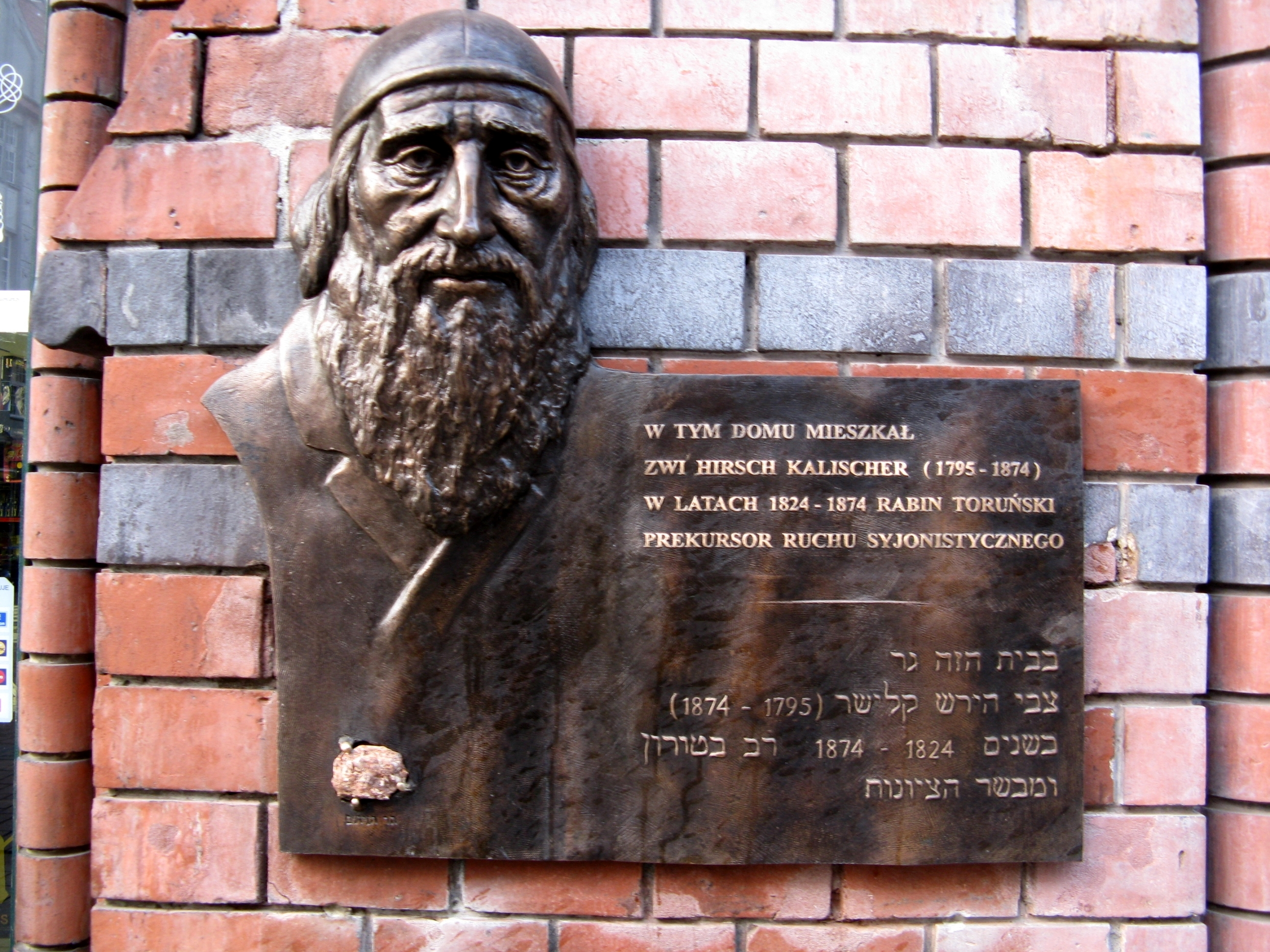
Placa para Kalisher em edifício no centro histórico de Toruń

O nome Zvi Hirsh é um nome tautológico bilíngue em iídiche. Significa literalmente "cervo-cervo" e pode ser rastreado até a palavra hebraica צבי tsvi "cervo" e a palavra alemã Hirsch "cervo".

## Obras
Durante a juventude, escreveu Eben Bochan, um comentário sobre vários temas jurídicos do Shulkhan Arukh, Choshen Mishpat (Krotoschin, 1842) e Sefer Moznayim la-Mishpat, um comentário em três partes sobre todo o Choshen Mishpat (partes i. e ii., Krotoschin e Königsberg, 1855; parte iii. ainda em manuscrito). Ele também escreveu: Tzvi L'Tzadik (צבי לצדיק) interpretações sobre o Shulkhan Arukh e o Yoreh De'ah, publicadas na nova edição de Vilna dessa obra; Sefer ha-Berit com comentários sobre o Pentateuco; Sefer Yetzi'at Mitzrayim, com comentários sobre a Hagadá da Pessach; Chiddushim sobre vários tratados talmúdicos; e também contribuiu amplamente para revistas hebraicas, como Ha-Maggid, Tziyyon, Ha-'Ibri e Ha-Lebanon.

## Visões sobre o reassentamento da Terra de Israel
Inclinado à especulação filosófica, Kalischer estudou os sistemas de filósofos judeus e cristãos medievais e modernos, um dos resultados sendo seu Sefer Emunah Yesharah, uma investigação sobre filosofia e teologia judaicas (2 vols., Krotoschin, 1843, 1871); um apêndice ao volume 1 contém um comentário (incompleto) sobre Jó e Eclesiastes.
Em meio a tantas atividades, seus pensamentos se concentraram em uma ideia: a colonização da Terra de Israel pelos judeus, a fim de fornecer um lar para os judeus desabrigados do Leste Europeu e transformar os muitos mendigos judeus na Terra Santa em uma população que fosse capaz de se sustentar por meio da agricultura.
Ele escreveu no Ha-Levanon, uma revista mensal em hebraico (naquela época, uma língua renovada). Em 1862, ele publicou seu livro Derishat Tzion (Lyck, 1862) sobre este assunto, incluindo muitas citações de seus comentários na revista Ha-Levanon . Ele propôs:
1. Arrecadar dinheiro para esse propósito de judeus em todos os países
2. Comprar e cultivar terras em Israel
3. Fundar uma escola agrícola, seja em Israel ou na França, e
4. Formar uma guarda militar judaica para garantir a segurança das colônias.

Ele achava que o momento era especialmente favorável para a concretização dessa ideia, pois a simpatia de homens como Isaac Moïse Crémieux, Moses Montefiore, Edmond James de Rothschild e Albert Cohn tornava os judeus politicamente influentes. A estes e a outros ideais sionistas semelhantes ele deu expressão no seu Derishat Zion, contendo três teses:
1. A salvação dos judeus, prometida pelos profetas, só pode ocorrer de forma natural — pela autoajuda.
2. Imigração para Israel
3. Admissibilidade da observância de sacrifícios em Jerusalém nos dias atuais.

O apêndice contém um convite ao leitor para se tornar membro das sociedades de colonização de Israel.
A segunda parte do livro é dedicada a falar às “nações” que acreditam na Bíblia e nos profetas, e a persuadi-las de que este novo curso na história é lógico, e que elas também podem esperar a salvação da nação judaica como parte da salvação do mundo inteiro.
Este livro causou grande impressão, especialmente na Europa Oriental. Foi traduzido para o alemão por Poper (Toruń, 1865), e uma segunda edição em hebraico foi publicada por N. Friedland (Toruń, 1866). O próprio Kalischer viajou com dedicação incansável para várias cidades alemãs com o propósito de estabelecer sociedades de colonização. Foi sua influência que levou Chaim Lorjea formar a primeira sociedade desse tipo: a Associação para a Colonização da Palestina, fundada em Frankfurt on der Oder em 1860, e que foi seguida por outras sociedades.
Devido à agitação de Kalischer, a Alliance Israélite Universelle fundou sua escola agrícola Mikveh Israel na Palestina em 1870. Foi-lhe oferecido o rabinato, mas ele era velho demais para aceitá-lo. Embora nem todos esses esforços tenham tido sucesso imediato, Kalischer nunca perdeu sua esperança. Ao exercer forte influência sobre seus contemporâneos, incluindo homens proeminentes como Heinrich Grätz, Moses Hess (ver Roma e Jerusalém, pp. 117 e segs.), e outros, ele é considerado um dos mais importantes entre aqueles que prepararam o caminho para a fundação do sionismo moderno.

## Oposição notável
O rabino Samson Raphael Hirsch se opôs veementemente às visões protossionistas de Kalischer, escrevendo “Somos obrigados a seguir os 'caminhos bem trilhados de nossos ancestrais e primeiros líderes', que nunca mencionaram qualquer obrigação para nós de encorajar a Redenção (geulah) desenvolvendo Eretz Yisrael. Eles mencionam como o caminho para a Redenção apenas que nos tornemos melhores judeus, nos arrependamos e ansiemos pela geulah.”